# Hylyphantes geniculatus
Hylyphantes geniculatus is een spinnensoort in de taxonomische indeling van de hangmatspinnen (Linyphiidae).
Het dier behoort tot het geslacht Hylyphantes. De wetenschappelijke naam van de soort werd voor het eerst geldig gepubliceerd in 2003 door Tu & Li.